# Carlos Moore
Carlos Moore (nacido Charles Moore Wedderburn) el 4 de noviembre de 1942, es un escritor e investigador social dedicado al estudio de la Historia y la cultura africana y afroamericana. Ha vivido durante varios períodos en Francia, África, Estados Unidos, Brasil y el Caribe.
Moore es ampliamente reconocido por su retórica franca contra el racismo su trabajo como pédagogo y por haber escrito la biografía autorizada del cantante, saxofonista y activista nigeriano Fela Kuti, Fela, Fela: This Bitch of a Life, que inspiró el musical escénico Fela!

## Biografía
Carlos Moore nació en el Central Lugareño cerca de Nuevitas en la provincia Camagüey, Cuba. Sus padres provenían de diferentes regiones del Caribe. Su padre biológico, Whitfield Marshall era oriundo de Trinidad y Tobago y su madre, Winifred Rebecca era oriunda de Jamaica. Sin embargo hasta sus diez años, Carlos Moore creció con su madre y su padre de crianza, Victor también de origen jamaicano hasta que la familia se desintegró. En 1958, para escapar de la guerra civil y en busca de mejores oportunidades, Moore con quince años emigra a Nueva York con su padre y sus hermanos. En Nueva York, Carlos Moore vivió con su padre y su madrastra Gladys King, oriunda de Costa Rica. Cursó la escuela secundaria y regresó a Cuba en 1961, en pleno período revolucionario para trabajar como traductor en los ministerios de Comunicaciones y Relaciones Exteriores de Cuba. Sin embargo, se mostró descontento con la conducta del régimen de Fidel Castro en lo referente a la cuestión del racismo. Denunciando que el gobierno cubano intentaba ignorar el racismo, fue preso dos veces y cayó en desgracia con el liderazgo. Tras refugiarse en la embajada de Guinea, Moore salió de la isla el 4 de noviembre de 1963 y buscó refugio en Egipto y Francia.
Carlos Moore llegó a Egipto en diciembre de 1963 con veinte y un años de edad y trabajó durante un año con un movimiento de liberación africano liderado por Jonas Savimbi, dirigente marxista-trotskista y pro-maoísta. Fue un colaborador muy cercano a Savimbi en este período. Un año después de su llegada a Egipto, Moore fue encarcelado por las autoridades inmigratorias de dicho país por encontrarse en situación irregular, sufriendo un mes de prisión. Después de este suceso, salió de Egipto y se refugió en Francia  en 1964 donde las autoridades cubanas le denegaron un pasaporte. Moore ha vivido desde entonces como refugiado político entre París, Nigeria, Senegal, Martinique, Guadalupe, Estados Unidos, Trinidad y Tobago y Brasil.  En Francia recibió una formación interdisciplinaria en la Universidad de París 7, donde obtuvo dos doctorados, uno en etnología y el otro el prestigioso Doctorat d'État (Doctorado de Estado), en Ciencias Humanas.

## Carrera
- De 1970 al 1984, Moore desarrolló varias actividades. Fue periodista de política latinoamericana para la Agencia France Presse (AFP)  y periodista de política africana para el semanario Jeune Afrique. Moore estudió y trabajó en Francia hasta que en 1974, se involucró en la fase inicial de FESTAC `77 (Segundo Festival Mundial de las Artes y la Cultura Negra) en Lagos, Nigeria. Luego se trasladó a Senegal ,donde por invitación del cíentifíco Cheikh Anta Diop, vivió varios años con su familia.2. Carlos Moore que ya era amigo de Diop, se convierte en su asesor personal en asuntos políticos y panafricanos. En la época, Cheikh Anta Diop, dirigía el laboratorio de radiocarbono del Instituto Fundamental para la Investigación en África Negra (IFAN)  en Dakar, Senegal. 
Años más tarde, Moore fue consultor personal para asuntos latinoamericanos del Secretario General de la Organización de la Unidad Africana (OUA),  Dr. Edem Kodjo. 
- Entre 1984 y 1994, Carlos Moore fue profesor invitado del departamento de sociología de la Universidad Internacional de Florida (FIU). En 1987, organiza la conferencia "Negritude afro cultures and ethnicity in the Americas", en la que participaron intelectuales reconocidos como: Aimé Césaire, Maya Angelou, Alex Haley, Leopold Senghor, Victoria Santa Cruz, Rex Nettleford, Lélia Gonzalez y Abdias do Nascimento. En 1988, la Lincoln University en Filadelfia, Pensylvania lo invitó como profesor de Asuntos sobre Racismo, Negritud y la Diaspora.
- A partir de 1990, Moore dicta cursos de relaciones internacionales en la Universidad de las Antillas y Guyana, con sedes en Martinique, Guadalupe y Guyana. De 1996 al 2002, fue profesor titular en el Instituto de Relaciones Internacionales para Asuntos de América Latina en la University of West Indies en Trinidad y Tobago. En paralelo, fue consultor personal en asuntos latinoamericanos del Secretario General de la Comunidad de Estados del Caribe (CARICOM), Dr. Edwin Carrington.
En 1982, se publica la biografía autorizada del músico afrobeat nigeriano Fela Kuti escrita por Carlos Moore. Kuti fue amigo personal del escritor. En esta obra se basó el musical de Broadway Fela!, como se reconoció en la resolución de una disputa por los derechos de autor sobre la producción escénica.  La biografía ha sido traducida en seis lenguas.
En 2019, se realizó el documental "Mi amigo Fela"  dirigido por el cineasta brasileño Joel Zito Araujo. El filme cuenta la complejidad de la vida de Fela Kuti a través de los ojos y las conversaciones de su amigo y biógrafo oficial, el afrocubano Carlos Moore. Al situar la historia personal de Fela en un contexto panafricano, la película no solo se convierte en el retrato de un hombre, sino de toda una generación panafricana
En los últimos años, Moore ha estado viviendo con su familia entre Brasil y Guadalupe, escribiendo sobre el racismo mundial, particularmente el racismo vigente en Brasil.

## Libros Publicados
- Pichón – A Memoir: Race and Revolution in Castro's Cuba (Foreword by Maya Angelou), Chicago: Lawrence Hill Books/Chicago Review Press, 2008, ISBN 978-1556527678.
- African Presence in the Americas Compilación. Trenton, NJ: Africa World Press, 1995, ISBN 978-0865432321.
- Castro, the Blacks, and Africa, Los Ángeles: Center for Afro-American Studies, University of California, 1988, ISBN 978-0934934329.
- Were Marx and Engels Racists? – The prolet-Aryan outlook of Marx and Engels, Chicago: Institute of Positive Education, 1972. Consultado el 4 de febrero de 2013.
- Racismo & Sociedade: novas bases epistemológicas para entender o racismo. Nandyala. 2012. ISBN 978-85-61191-71-9.
- A África que incomoda. Nandyala. 2008. ISBN-10 856119104X. ISBN-13 978-8561191047.
- Prefacio del libro "Discurso sobre A Negritude" de Aimé Césaire. Nandyala.  2010. ISBN 978-85-61191-33-7.

### Biografía de Fela Kuti- ediciones y traducciones.
- Fela, Fela: This Bitch of a Life (first English-language edition), London: Allison & Busby, 1982, ISBN 978-0850314649.
- Fela, Fela: Cette Putain de Vie (French edition),  Paris: Éditions Karthala, 1982, ISBN 978-2865370405.
- Fela: This Bitch of a Life (revised English-language edition, with Foreword by Gilberto Gil and introduced by Margaret Busby), Chicago: Lawrence Hill Books/Chicago Review Press, 2009, ISBN 978-1556528354.
- Fela Kuti: This Bitch of a Life (traducido del alemán), Berlín: Haffmans & Tolkemitt, 2013, ISBN 978-3942989435.
- Fela, Esta vida Puta (Portuguese translation by Bruno Madeira: Preface by Gilberto Gil), Belo Horizonte, Brasil: Editora Nandyala, 2011, ISBN 9788561191467.
- Fela, Questa bastarda di una vita (Italian translation by Marco Zanotti), Arcana, 2012, ISBN 978-8862312318.
- Fela, This Bitch of a Life (traducido al japonés por Junko Kikuchi), Kenbukkusu, 2013.